# Congresox
Congresox is een geslacht van straalvinnige vissen uit de familie van snoekalen (Muraenesocidae). Het geslacht is voor het eerst wetenschappelijk beschreven in 1890 door Gill.

## Soorten
- Congresox talabon (Cuvier, 1829)
- Congresox talabonoides (Bleeker, 1853)